# Фани Ривер (Аљаска)
Фани Ривер (енгл. Funny River) насељено је место без административног статуса у америчкој савезној држави Аљаска.

## Демографија
По попису из 2010. године број становника је 877, што је 241 (37,9%) становника више него 2000. године.
| Група             | 2000.       | 2010.       |
| Белци             | 596 (93,7%) | 790 (90,1%) |
| Афроамериканци    | 0 (0,0%)    | 1 (0,1%)    |
| Азијати           | 7 (1,1%)    | 2 (0,2%)    |
| Хиспаноамериканци | 3 (0,5%)    | 10 (1,1%)   |
| Укупно            | 636         | 877         |